# Алісов Євген Олексійович
Євген Олексійович Алісов (рос. Евгений Алексеевич Алисов; 3 січня 1929, Міллерове — 9 грудня 2008) — капітан далекого плавання, Герой Соціалістичної Праці, Почесний громадянин Гагарінського району Севастополя, Почесний працівник рибного господарства СРСР.

## Біографія
Народився в 3 січня 1929 року в селі Міллеровому (нині Куйбишевського району Ростовської області) в селянській родині. Росіянин. У 1930 році з батьками переїхав у Ворошиловградську область, на шахту 23-25 біс. Тут закінчив 6 класів. У 1942 році з матір'ю повернувся до села Міллерового, де пережив окупацію.
У серпні 1943 року, в 14 років, добровільно пішов у Червону Армію. Воював у складі 10-го стрілецького корпусу на Південному, 4-му Українському, 1-му і 2-му Прибалтійських фронтах.
У 1945 році був демобілізований, приїхав у місто Новошахтинськ, Ростовської області, де жили батьки. Пішов працювати автоелектриком в гараж тресту «Термоантрацит», закінчив 7 класів у вечірній школі робітничої молоді. У 1949 році закінчив Таганрозьку морехідну школу юнг, отримавши звання судноводія маломірних суден. Був направлений на роботу матросом у транспортну контору «Кримдержрибтресту» до міста Керчі. У 1950 році працював на перегоні суден з Балтійського на Чорне море, потім був переведений в Керченську базу Держлову на середній риболовецький траулер помічником капітана. У 1951 році закінчив курси штурманів в місті Єйську, потім курси штурманів далекого плавання при Ростовському морехідному училищі імені К. Л. Сєдова. У 1952 році, по закінченню навчання, повернувся на колишнє місце роботи і був призначений капітаном середнього риболовецького траулера «Контур», в 1953 році — флагманським капітаном. У 1954 році перейшов на роботу капітаном флоту Мисовського рибзаводу «Кримдержрибтресту». У 1955–1958 роках працював в управління оселедцевого лову Міністерстава рибної промисловості Естонської РСР (місто Таллінн) капітаном середнього риболовецького траулера, виплавав ценз необхідний для отримання диплома капітана далекого плавання.
У 1958 році повернувся до колишнього місця роботи в «Кримдержрибтрест» і призначений старшим помічником капітана великого морозильного риболовецького траулера «Жуковський», який очолив першу науково-пошукову експедицію в Атлантику. У 1960 році став капітан-директором ВМРТ «Жуковський». Після другої експедиції, 1961 році, судно було переведено в Севастопольське управління океанічного рибальства і портом приписки «Жуковського» стало місто Севастополь. З цього часу і до останніх днів Є. О. Алісов жив у цьому місті.
Тріумфальні рейси флагмана — траулера «Жуковський», який очолював капітан Євген Алісов, увійшли в історію радянського промислового флоту. Рибалили в Атлантиці біля берегів Африки і в Гвінейській затоці. Освоїли новий вид лову — пелагичний, — коли риба ловиться в товщі води. Улов досягав до 150 тонн на добу. Домігшись в одному з них найвищого вилову риби серед суден Азово-Чорноморського басейну, траулер був нагороджений орденом Трудового Червоного Прапора. У 1962 році екіпаж отримав найбільший улов по Союзу.
Указом Президії Верховної Ради СРСР від 13 квітня 1963 року за видатні успіхи в досягненні високих показників видобутку риби і виробництва рибної продукції Алісову Євгену Олексійовичу присвоєно звання Героя Соціалістичної Праці з врученням ордена Леніна і золотої медалі «Серп і Молот».
З 1964 по 1967 рік Є. О. Алісов працював керівником промислу. У 1967 році був призначений заступником начальника управління по флоту в «Південьрибхолодфлот». У 1969 році переведений на посаду начальника управління. У 1971 році на заочне відділення в Севастопольський приладобудівний інститут за спеціальністю «Суднові силові установки».
У 1977 році призначений на посаду генерального директора Південного виробничого об'єднання рефрижераторного і транспортного флоту «Південьрибхолодфлоту». Тут особливо яскраво проявилися його організаторські здібності, талант господарника, вміння розв'язувати будь-які питання на найвищому рівні. Підприємство не раз займало призові місця в галузі. У 1990 році в порядку переведення направлений в басейнове виробниче промислове об'єднання «Південьриба», був представником БВО «Південьриби» в Югославії. З 1996 року на пенсії.

Могила Євгена Алісова

Жив у Севастополі. Помер 9 грудня 2008 року. Похований на кладовищі Комунарів міста Севастополя.

## Нагороди
Нагороджений орденами Леніна, Трудового Червоного Прапора, Вітчизняної війни 2-го ступеня, медалями, у тому числі «За бойові заслуги».

## Пам'ять

меморіальна дошка

2 жовтня 2009 року в місті Севастополі, на будинку по вулиці Генерала Петрова, 2 де з 1965 року по 9 грудня 2008 року жив Є. О. Алісов встановлено меморіальну дошку.